# سنقر مالاگاسی
سنقر مالاگاسی (نام علمی: Circus macrosceles) یک پرنده شکاری وابسته به گروه سنقر تالابی است. ساکن ماداگاسکار و جزایر کومورو در اقیانوس هند است. در گذشته به عنوان یک زیرگونه از سنقر رئونیون (C. maillardi) در نظر گرفته می‌شد اما به‌طور فزاینده‌ای به عنوان گونه‌ای جداگانه در نظر گرفته می‌شود. آن را به نام‌های سنقر ماداگاسکاری، سنقر تالابی ماداگاسکاری یا سنقر تالابی مالاگاسی نیز می‌شناسند.
اندازه جمعیت آن نامشخص است اما بین ۲۵۰ تا ۹۹۹ فرد برآورد می‌شود. تصور می‌شود که در نتیجه شکار و نابودی زیستگاه رو به کاهش است و توسط انجمن جهانی پرندگان به عنوان در خطر انقراض طبقه‌بندی می‌شود.